# 藻南橋

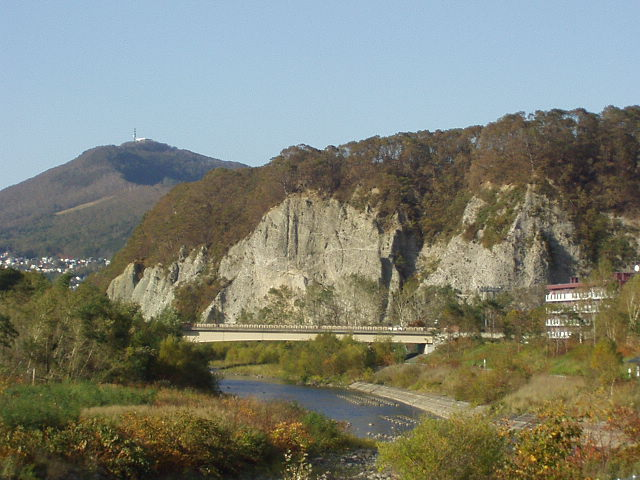
藻南橋と崖（2004年10月）

藻南橋（もなみばし）は札幌市の豊平川にかかる橋。

## 概要
市道川沿石山連絡線の橋となっている。

## 歴史
1948年（昭和23年）、定山渓方面の交通量増加に伴い木造橋（全長147m、幅5m）が架けられた。当初は現在よりもやや豊平川上流に位置しており、橋の名前も「石山大橋」と名づけられていた。ところが、翌年に発生した豊平川出水により流出建物などが激突して橋が流失してしまった。その後、橋の復旧工事に着手して1951年（昭和26年）に現在の位置に鋼橋（105m、幅6m）を架設。その際に橋の名前も「藻南橋」と改称した。その後、歩道橋が添架された。なお、1977年（昭和52年）の国道230号石山バイパス事業に伴い橋が架けられると、石山大橋と名づけられた。
1989年（平成元年）、老朽化により新たな橋に架け替えられた。

## 周辺
藻南公園となっており、公園内には札幌軟石の採石場跡などがある。また、公園付近の豊平川河床や崖は「北海道地質百選」に選定されており、崖には「おいらん淵」（さっぽろ・ふるさと文化百選）の伝説もある。